# Coupe de l'IHF masculine 1987-1988
Navigation
Coupe de l'IHF 1986-1987 Coupe de l'IHF 1988-1989
La Coupe de l'IHF 1987-1988 est la 7e édition de la Coupe de l'IHF, aujourd'hui appelée Ligue européenne.
Organisée par la Fédération internationale de handball (IHF), la compétition est ouverte à 27 clubs masculins de handball de fédérations européennes membres de l'IHF. Ces clubs sont qualifiés en fonction de leurs résultats dans leur pays d'origine lors de la saison 1986-1987.
Elle est remportée par le club roumain du Minaur Baia Mare, vainqueur en finale du club soviétique et tenant du titre du Granitas Kaunas.

## Présentation
En principe, les clubs vainqueurs de leur championnat national participent à la Coupe des clubs champions (C1) et ceux vainqueurs de leur coupe nationale participent à la Coupe des vainqueurs de coupe (C2).
Les clubs qui participent à cette compétition sont donc généralement ceux ayant terminé deuxième ou troisième de leur championnat national ou éventuellement les finalistes de leur coupe nationale.
Toutes les rencontres se déroulent en matchs aller-retour.
Cinq clubs sont exemptés du tour préliminaire, en lien avec l'édition précédente : 
- le Granitas Kaunas, en tant que vainqueur,
- le FC Barcelone, du fait de la présence en finale du Atlético Madrid,
- le VfL Gummersbach, du fait de sa présence en demi-finale,
- le Kristiansands IF, du fait de la présence en demi-finale du Urædd Porsgrunn,
- le ASK Vorwärts Francfort/Oder, du fait de sa présence en quart de finale.

## Résultats

### Tour préliminaire
| Équipe 1               | Score   | Équipe 2                 | Aller | Retour |
| ---------------------- | ------- | ------------------------ | ----- | ------ |
| Minaur Baia Mare       | 58 – 42 | HT Tatran Prešov         | 32-21 | 26-21  |
| Helsinki IFK           | 32 – 41 | HK Drott Halmstad        | 18-22 | 14-19  |
| Hellerup IK Copenhague | 47 – 30 | Breidablik               | 28-11 | 19-19  |
| Vlug en Lenig Geelen   | 36 – 40 | Sporting CP Lisbonne     | 20-18 | 16-22  |
| VIF Dimitrov Sofia     | 53 – 39 | Tisza Volan Szeged       | 25-16 | 28-23  |
| Volksbank Köflach      | 54 – 41 | HB Dudelange             | 32-20 | 22-21  |
| Fílippos Véria         | 74 – 27 | SPE Strovolos Nicosie    | 32-11 | 42-16  |
| MAI Moscou             | 54 – 42 | Hapoël Rishon LeZion     | 28-20 | 26-22  |
| Initia Hasselt         | 33 – 44 | TSV St. Otmar Saint-Gall | 18-19 | 15-25  |
| HCF Imola              | 41 – 45 | USAM Nîmes               | 21-21 | 20-24  |
| Eskişehir ETİ Bisküvi  | 24 – 30 | RK Pelister Bitola       | 00-00 | 24-30  |

A noter que le MAI Moscou ayant refusé de jouer en Israël face au Hapoël Rishon LeZion, les deux matchs ont été joués en Allemagne.

### Huitièmes de finale
| Équipe 1                 | Score    | Équipe 2               | Aller | Retour |
| ------------------------ | -------- | ---------------------- | ----- | ------ |
| HK Drott Halmstad        | 47 – 47E | Minaur Baia Mare       | 29-19 | 18-28  |
| Sporting CP Lisbonne     | 38 – 48  | Hellerup IK Copenhague | 19-23 | 19-25  |
| VIF Dimitrov Sofia       | 49 – 59  | FC Barcelone           | 25-25 | 24-34  |
| Volksbank Köflach        | 44 – 58  | ASKV Francfort/Oder    | 24-22 | 20-36  |
| Kristiansands IF         | 43 – 45  | Fílippos Véria         | 24-20 | 19-25  |
| TSV St. Otmar Saint-Gall | 36E – 36 | MAI Moscou             | 19-15 | 17-21  |
| RK Pelister Bitola       | 44 – 44E | USAM Nîmes             | 28-23 | 16-21  |
| Granitas Kaunas          | 32 – 28  | VfL Gummersbach        | 14-10 | 18-18  |

Résultats détaillés
- Pelister Bitola b. USAM Nîmes : 28-23 (12-10).
  - Pelister Bitola : Jusufovski (1), Ourlevski (3), Zecevic (3), Boscovski (4), Marinkovic (5, dont 3 pen.), Vukas (5), Manaskov (7).
  - USAM Nîmes : Sanchez (1), Teyssier (2), J.L. Derot (2), Portes (2), Courbier (4), G. Derot (6), Volle (6, dont 1 pen.). Gaudin et Bourgey.
- USAM Nîmes b. Pelister Bitola : 21-16 (10-12).
  - USAM Nîmes : Téoule (3), Strbac (2), Courbier (2), Portes (5), G. Derot (4), Chagnard (1), Volle (4). Gaudin et Bourgey.
  - Pelister Bitola : Vukas (3), Jusufovski (1), Ourlevski (1), Marinkovic (2), Manaskov (9).

### Quarts de finale
| Équipe 1                 | Score   | Équipe 2            | Aller | Retour |
| ------------------------ | ------- | ------------------- | ----- | ------ |
| Hellerup IK Copenhague   | 41 – 44 | Minaur Baia Mare    | 25-20 | 16-24  |
| FC Barcelone             | 47 – 36 | ASKV Francfort/Oder | 26-21 | 21-15  |
| TSV St. Otmar Saint-Gall | 45 – 40 | Fílippos Véria      | 22-18 | 23-22  |
| USAM Nîmes               | 40 – 47 | Granitas Kaunas     | 22-22 | 18-25  |

### Demi-finales
| Équipe 1                 | Score   | Équipe 2         | Aller | Retour |
| ------------------------ | ------- | ---------------- | ----- | ------ |
| FC Barcelone             | 44 – 45 | Minaur Baia Mare | 22-21 | 22-24  |
| TSV St. Otmar Saint-Gall | 41 – 52 | Granitas Kaunas  | 20-20 | 21-32  |

### Finale
| Équipe 1        | Score   | Équipe 2         | Aller | Retour |
| --------------- | ------- | ---------------- | ----- | ------ |
| Granitas Kaunas | 41 – 43 | Minaur Baia Mare | 21-20 | 20-23  |

## Le champion d'Europe
| Champion d'Europe - Coupe de l'IHF 1987-1988 Minaur Baia Mare 2e titre |

L'effectif du Minaur Baia Mare était :
- Mircea Petran
- Nicolae Neșovici
- Doru Porumb
- Gheorghe Andronic
- Gheorghe Covaciu
- Maricel Voinea
- Halmaghi Atila
- Liviu Pavel
- Alexandru Stamate
- Sorin Rădulescu
- Gabriel Cosma
- Iacob Dorel
- Dănuț Ionescu
- Adi Popovici
- Costel Coman

Entraîneur
- Lascăr Pană